# MonitorTest
MonitorTest – специализированная программа от PassMark Software, предназначенная для комплексного тестирования мониторов.

## Описание
Утилита способна производить различные тесты для оценки качества плазменных, ЭЛТ- и ЖК-экранов. Отображает детальную информацию о состоянии монитора, предоставляет разнообразные изображения различных сложностей, а также с разной глубиной цвета для разных расширений экрана.

## Возможности
- Поддержка для всех доступных разрешений и глубины цвета.
- Контрастность.
- Анализ цветопередачи.
- Шрифты.
- Поддержка большинства типов мониторов.
- Тест экранов Multitouch (только в Windows 7).
- Конвергенция (только в Windows 7).
- Поддержка более 300 режимов работы видеокарт.